# Ingrid de Oliveira
Ingrid de Oliveira (* 7. Mai 1996 in Rio de Janeiro) ist eine brasilianische Wasserspringerin.

## Leben und Karriere
Ingrid de Oliveira wurde am 7. Mai 1996 als Tochter von Dona Nice und Oscar Pereira in Rio de Janeiro geboren, wo sie unter bescheidenen Verhältnissen im Stadtviertel Vista Alegre aufwuchs. Nachdem sie anfangs als Turnerin in der Turnabteilung von Fluminense aktiv gewesen war, wechselte sie schon bald zu den Wasserspringerinnen, denen auch ihre ältere Schwester Erica angehörte. Durch ihre Leistungen wurde sie noch in jungen Jahren in den brasilianischen Nationalkader der Wasserspringerinnen berufen. Nachdem sie sechs Monate lang mit ihrem Team in China trainiert hatte und nur für eine Woche in die Heimat zurückkehrte, ehe es zum Training nach Kolumbien ging, erkrankte ihre Mutter in der Zwischenzeit an einem Nierenleiden. Dies wurde der Athletin während ihrer Abwesenheit jedoch nicht mitgeteilt. Erst bei ihrer Rückkehr von Kolumbien, als sich der Gesundheitszustand ihrer Mutter stark verschlechtert hatte und diese in ein Koma gefallen war, erfuhr sie davon und konnte ihre Mutter noch im Krankenhaus besuchen. Einen Tag später starb sie.
Nachdem sie nach dem Tod ihrer Mutter für einige Zeit in Niterói gelebt hatte, kehrte sie dann wieder direkt in die Hauptstadt zurück und wurde bald darauf in die brasilianische Juniorenauswahl geholt. In nächster Zeit trat sie des Öfteren bei diversen Stationen des FINA Diving Grand Prix an den Start, wo ihre Partnerin zum damaligen Zeitpunkt noch Giovana Almeida war, mit der sie auch Medaillen gewann. Nach erfolgreicher Qualifikation nahm sie im August 2014 an den Olympischen Jugend-Sommerspielen 2014 in Nanjing in China teil, wo sie jedoch medaillenlos blieb. Danach folgten diverse weitere Einsätze bei internationalen Turnieren und dem FINA Diving Grand Prix. So auch im Jahre 2015, wo sie unter anderem mit ihrer neuen Synchronpartnerin Giovanna Pedroso beim Synchronspringen vom 10-Meter-Turm in der zentralmexikanischen Stadt León die Bronzemedaille erreichte. Des Weiteren gewann sie zusammen mit Luiz Outerelo Gold im gemischten Synchronspringen vom 10-Meter-Turm beim Grand Prix in San Juan in Puerto Rico, wo sie auch die Silbermedaille im Synchronspringen vom 10-Meter-Turm (zusammen mit Pedroso) und die Bronzemedaille im Einzelspringen vom 10-Meter-Turm gewann.
Neben weiteren Turnier- und Grand-Prix-Einsätzen repräsentierte sie ihr Heimatland bei den Panamerikanischen Spielen 2015 in Toronto, Kanada. Zusammen mit Giovanna Pedroso gewann sie dabei die Silbermedaille im Synchronspringen vom 10-Meter-Turm hinter den Lokalmatadorinnen Meaghan Benfeito und Roseline Filion. Beim Einzelspringen vom 10-Meter-Turm erreichte sie lediglich den sechsten von acht Plätzen im Finaldurchgang. Bereits kurz davor nahm sie an den Schwimmweltmeisterschaften 2015 in Kasan in Russland teil, wo sie jedoch ohne Medaillen blieb. Im 10-Meter-Synchronspringen belegten die beiden lediglich Rang 15 von 16 und auch beim 10-Meter-Einzelspringen reichte es für de Oliveira lediglich für den 27. von 37 Plätzen. Beim gemischten Synchronspringen vom 10-Meter-Turm schaffte sie es mit ihrem männlichen Sprungpartner Outerelo lediglich auf den zwölften von 15 Plätzen.
Bei den Olympischen Spielen 2016 in ihrer Heimatstadt fiel sie kaum durch sportliche Leistungen auf, sondern vielmehr durch einen Sex-Skandal im olympischen Dorf von Rio de Janeiro. Dabei sperrte sie eine Nacht vor den Wettkämpfen ihre Sprungpartnerin Giovanna Pedroso aus dem gemeinsamen Zimmer im olympischen Dorf, um sich mit dem brasilianischen Kanuten Pedro „Pepe“ Henrique Gonçalves da Silva zu vergnügen. Bei den tags darauf stattfindenden Wettkämpfen belegten de Oliveira und Pedroso daraufhin den letzten Platz, woraufhin es zur Auflösung des Duos kam. Danach trat de Oliveira bei offiziellen Bewerben hauptsächlich in Einzelspringen von 3 und 10 Metern an, wo sie mitunter auch einige weitere Medaillen gewann.